# Tommaso Agni
Tommaso Agni, conosciuto come Tommaso da Lentini o Tommaso Agni da Lentini (Lentini, ... – San Giovanni d'Acri, 22 settembre 1277), è stato un patriarca cattolico italiano, domenicano, prima vescovo di Betlemme, poi arcivescovo di Cosenza, e infine patriarca latino di Gerusalemme.
Tommaso Agni da Lentini fondò a Napoli nel 1231 il convento di San Domenico Maggiore, nel quale aveva predicato Giordano di Sassonia, che era succeduto a san Domenico quale priore dell'Ordine dei Predicatori.
Fu successivamente vescovo di Betlemme dal 1255, arcivescovo di Cosenza dal 1267, patriarca latino di Gerusalemme dal 1272 e legato in Terra santa, dove si adoperò per appianare i contrasti tra principi cristiani di Siria, i due ordini cavallereschi dei Templari e degli Ospitalieri, le città marinare italiane, e ristabilire l'unione fra i crociati.

## La vestizione di san Tommaso
Per vari secoli fu accettata la versione di Bernardo Gui secondo la quale Tommaso avrebbe ricevuto l'abito domenicano da Agni da Lentini La stessa notizia biografica è riportata anche nella quarta edizione della biografia curata da Guglielmo di Tocco.

Il noviziato domenicano aveva una durata variabile da uno a due anni, al termine dei quali l'aspirante monaco veniva consacrato sacerdote e in seguito faceva la professione dei voti di povertà, castità e obbedienza. Tale durata era indicativa e di frequente derogata fino a far coincidere la vestizione dell'abito domenicano con il momento della professione dei voti. Il teologo Simon Tugwell ipotizzò che Tommaso abbia professato i voti prima di essere incarcerato a Roccasecca dalla sua famiglia.
Tommaso avrebbe lasciato Montecassino fra i quattordici e i quindici anni, divenendo frate domenicano fra i sedici e i diciassette. Il martirologio pubblicato dal papa san Gregorio I afferma che san Tommaso era monaco già al tempo di Montecassino e successivamente convolò all'ordine sacerdotale come frate dell'Ordine dei Predicatori.

Tuttavia, altri dati biografici contrastano con questa versione, quali ad esempio: l'espulsione degli ordini mendicanti nel 1239 e la menzione di un solo sacerdote come possibile concelebrante, Giovanni di Sangiuliano, o il fatto stesso che Agni da Lentini all'epoca non fosse ancora vescovo.
Il 3 maggio 1231, Tommaso era stato ammesso nell'Abbazia di Montecassino con l'oblazione di venti once d'oro che accompagnava i bambini nobili, prevista dal capitolo 59 della regola di san Benedetto. Qui sarebbe rimasto fino al 1239.
Antefatto
Nel convento di San Domenico Maggiore avevano ottenuto asilo gli ordini mendicanti, che all'epoca potevano insegnare nelle università e a loro volta davano ospitalità a giovani di estrazione nobiliare che rifiutavano la formazione e il futuro professionale al quale le loro famiglie li avevano predestinati.

Nel 1235, il convento era stato saccheggiato proprio come rappresaglia per la vestizione di un giovane nobile senza il benestare della sua famiglia. In quegli anni, Agni da Lentini ne era il priore.
Nel 1239, Federico II decretò l'espulsione degli ordini mendicanti dal regno e lasciò nel convento solamente due frati: Tommaso Agni da Lentini e Giovanni di Sangiuliano, che influenzò profondamente la vocazione di san Tommaso. Essi erano posti al servizio della chiesa locale e "nella giurisdizione del loro vescovo". In questo modo, sostituì al convento domenicano lo Studium generale di Napoli, divenuta l'unica università che i sudditi del regno erano autorizzati a frequentare. Fin dalla sua istituzione nel 1224, esso era stato concepito dal re svevo come centro che avrebbe dovuto competere con l'Università di Bologna nella formazione dei funzionari dell'impero.

Secondo la regola di san Benedetto, gli oblati potevano vivere fuori dal monastero «da credenti», per «servire gli altri, insegnare agli altri, essere esempi fedeli di carità e spiritualità e aderire ad uno stile di vita di preghiera, obbedienza e lavoro».
Gli ordini mendicanti dovevano provvedere al proprio sostentamento economico, al pari degli oblati benedettini che erano tenuti ad una vita di lavoro e preghiera. Essi permisero all'Aquinate di non abbandonare lo stile di vita che già professava in qualità di oblato.
Epilogo
Nella primavera del 1239 Tommaso lasciò Montecassino e in autunno prese temporaneamente dimora nel Monastero di san Demetrio a Napoli, che ospitava i benedettini cassinesi di stanza in quella città. Mentre nessun documento attesta la professione dei voti benedettini, il passaggio da un ordine all'altro sarebbe avvenuto senza particolari formalità.
  
La tradizione vuole che il santo fosse attratto dalla vita di povertà, castità e obbedienza degli ordini mendicanti, e dalla loro dedizione allo studio e all'insegnamento, che in breve tempo li avrebbe portati a sostituirsi ai monaci benedettini nella direzione spirituale di principi e re. Furono loro a determinare la formazione aristotelica e filosofica di Tommaso. La famiglia dei conti d'Aquino  desiderava che Tommaso diventasse abate di Montecassino, succedendo a Landolfo Sinibaldi, che fu invece sostituito da Stefano di Corbario; ciononostante, non avrebbero opposto ostacoli a tale suo intento, dopo aver versato duecento once d'oro per ottenere un oblato benedettino che stava per essere ammesso in un altro ordine che non più in comunione con la famiglia monastica cui era stato promesso a cinque anni di età.
Nel contempo, nel settembre 1220 Federico II aveva chiamato alla sua corte Michele Scoto, attivo a Toledo sin dal 1215, per tradurre dal greco e dall'arabo dei trattati di Aristotele, Avicenna e Averroè, che presto si diffusero a Napoli, Salerno e Palermo, ma anche a Parigi. Non è esclusa la formazione di una scuola e il fatto che la conoscenza del greco e dell'arabo avesse raggiunto i monaci domenicani (ad esempio nel caso di Guglielmo di Moerbeke) e i conventi domenicani, come quello di san Domenico Maggiore in Napoli che nel 1239 fu ridotto ai minimi termini proprio da Federico II.